# Doccia di emergenza

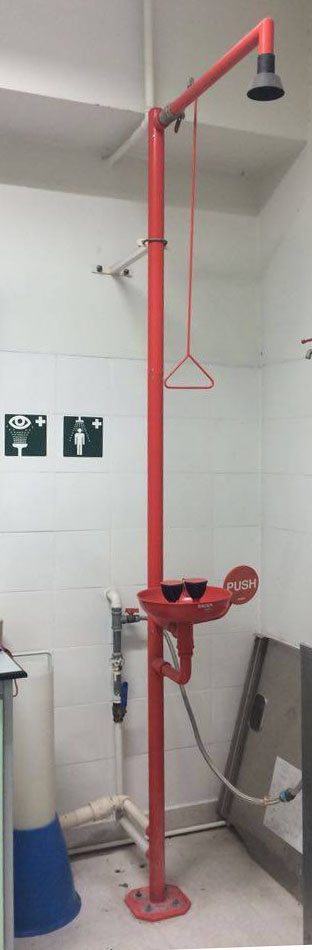
Postazione con doccia di emergenza e lavaocchi di emergenza

Una doccia di emergenza è un'attrezzatura simile per funzionamento a una normale doccia, ma studiata appositamente per essere utilizzata in caso di emergenza per lavare velocemente e efficacemente dal corpo sostanze chimiche pericolose (ad esempio sostanze tossiche o corrosive) con le quali si sia venuti accidentalmente in contatto.
Sono utilizzate tipicamente all'interno di luoghi di lavoro dove sia presente il rischio di contatto con sostanze chimiche pericolose, come laboratori chimici e impianti industriali.

## Caratteristiche
Per potere eliminare le sostanze pericolose completamente e in maniera veloce, le docce di emergenza, rispetto ad una normale doccia, utilizzano acqua a pressione più elevata.
A causa dell'elevata pressione dell'acqua, non possono essere utilizzate per lavare gli occhi, che altrimenti potrebbe essere danneggiati. Per tale scopo sono invece utilizzati i dispositivi lavaocchi di emergenza, che sono spesso integrati in un'unica postazione assieme alla doccia di emergenza.

## Normativa
Negli Stati Uniti, le normative dell'Occupational Safety and Health Administration (OSHA) relative alle postazioni lavaocchi e docce di emergenza sono contenute nel 29 C.F.R. 1910.151 (c), che stabilisce che "Laddove gli occhi o il corpo di una persona possano essere esposti a materiali corrosivi nocivi, devono essere predisposte all'interno dell'area di lavoro strutture idonee per il rapido lavaggio o il risciacquo degli occhi e del corpo, per un immediato utilizzo in caso di emergenza". Tuttavia, le normative OSHA non definiscono chiaramente quali strutture siano richieste. Per questo motivo, l'American National Standards Institute (ANSI) ha sviluppato uno standard (ANSI/ISEA Z358.1-2014) per le postazioni lavaocchi e docce di emergenza, che include indicazioni specifiche sulla progettazione di tali dispositivi.
In Europa le docce di sicurezza sono regolamentate dalle seguenti norme tecniche:
- EN 15154-1 Emergency safety showers - Part 1: Plumbed-in body showers for laboratories (Docce di sicurezza - Parte 1: Docce per il corpo per laboratori, collegate alla rete dell'acqua)[3]
- EN 15154-3 Emergency safety showers - Part 3: Non plumbed-in body showers (Docce di sicurezza di emergenza - Parte 3: Docce per il corpo non collegate alla rete idrica)[4]
- EN 15154-5 Emergency safety showers - Part 5: Water overhead body showers for sites other than laboratories (Docce d'emergenza - Parte 5: Docce ad acqua per luoghi diversi dai laboratori)[5]
- EN 15154-6 Emergency safety showers - Part 6: Plumbed-in multiple nozzle body showers for sites other than laboratories (Docce d'emergenza - Parte 6: Docce integrate ad ugelli multipli per luoghi diversi dai laboratori)[6]

Cartello per indicare la posizione di una doccia di emergenza secondo la norma ISO 7010

La norma tecnica internazionale ISO 7010 definisce un apposito cartello (con codice di riferimento "E012") da apporre in corrispondenza della doccia di emergenza.